# Чемпіонат світу з футболу 1978 (склади команд)
Нижче наведені склади команд для участі у фінальному турнірі чемпіонату світу з футболу 1978 в Аргентині.
Усі збірні скористалися правом заявити на турнір по 22 гравці, при цьому усі команди заявили по три воротарі за виключенням збірної Мексики, що обмежилася двома голкіперами.

## Група 1

### Аргентина
Головний тренер: Сесар Луїс Менотті
| №  | Поз. | Гравець                | Дата народження (вік)            | Матчів | Клуб                       |
| -- | ---- | ---------------------- | -------------------------------- | ------ | -------------------------- |
| 1  | ПЗ   | Норберто Алонсо        | 4 січня 1953 (вік 25 років)      | 6      | Рівер Плейт                |
| 2  | ПЗ   | Освальдо Арділес       | 3 серпня 1952 (вік 25 років)     | 33     | Уракан                     |
| 3  | ВР   | Ектор Балей            | 16 листопада 1950 (вік 27 років) | 10     | Уракан                     |
| 4  | НП   | Даніель Бертоні        | 14 березня 1955 (вік 23 роки)    | 16     | Індепендьєнте (Авельянеда) |
| 5  | ВР   | Убальдо Фільйоль       | 21 липня 1950 (вік 27 років)     | 7      | Рівер Плейт                |
| 6  | ПЗ   | Амеріко Гальєго        | 25 квітня 1955 (вік 23 роки)     | 34     | Ньюеллс Олд Бойз           |
| 7  | ЗХ   | Луїс Гальван           | 24 лютого 1948 (вік 30 років)    | 7      | Тальєрес (Кордова)         |
| 8  | ПЗ   | Рубен Гальван          | 7 квітня 1952 (вік 26 років)     | 6      | Індепендьєнте (Авельянеда) |
| 9  | НП   | Рене Гаусман           | 19 липня 1953 (вік 24 роки)      | 41     | Уракан                     |
| 10 | НП   | Маріо Кемпес           | 15 липня 1954 (вік 23 роки)      | 24     | Валенсія                   |
| 11 | ЗХ   | Даніель Кіллер         | 21 грудня 1949 (вік 28 років)    | 21     | Расінг (Авельянеда)        |
| 12 | ПЗ   | Омар Ларроса           | 18 листопада 1947 (вік 30 років) | 9      | Індепендьєнте (Авельянеда) |
| 13 | ВР   | Рікардо Лавольпе       | 6 лютого 1952 (вік 26 років)     | 8      | Сан-Лоренсо                |
| 14 | НП   | Леопольдо Луке         | 3 травня 1949 (вік 29 років)     | 27     | Рівер Плейт                |
| 15 | ЗХ   | Хорхе Ольгін           | 17 травня 1952 (вік 26 років)    | 22     | Сан-Лоренсо                |
| 16 | НП   | Оскар Ортіс            | 8 квітня 1953 (вік 25 років)     | 15     | Рівер Плейт                |
| 17 | ПЗ   | Мігель Ов'єдо          | 12 жовтня 1950 (вік 27 років)    | 6      | Тальєрес (Кордова)         |
| 18 | ЗХ   | Рубен Паньяніні        | 31 січня 1949 (вік 29 років)     | 4      | Індепендьєнте (Авельянеда) |
| 19 | ЗХ   | Данієль Пассарелла (к) | 25 травня 1953 (вік 25 років)    | 18     | Рівер Плейт                |
| 20 | ЗХ   | Альберто Тарантіні     | 3 грудня 1955 (вік 22 роки)      | 26     | Вільний агент              |
| 21 | ПЗ   | Хосе Даніель Валенсія  | 3 жовтня 1955 (вік 22 роки)      | 16     | Тальєрес (Кордова)         |
| 22 | ПЗ   | Рікардо Вілья          | 18 серпня 1952 (вік 25 років)    | 13     | Расінг (Авельянеда)        |

На відміну від традиційного підходу до надання ігрових номерів розподіл ігрових номерів в аргентинців відбувався не за ігровим амплуа, а за абеткою, тож навіть під традиційним воротарським №1 був заявений півзахисник Норберто Алонсо.

### Франція
Головний тренер: Мішель Ідальго
| №  | Поз. | Гравець                | Дата народження (вік)           | Матчів | Клуб              |
| -- | ---- | ---------------------- | ------------------------------- | ------ | ----------------- |
| 1  | ВР   | Домінік Барателлі      | 26 грудня 1947 (вік 30 років)   | 18     | Ніцца             |
| 2  | ЗХ   | Патрік Баттістон       | 12 березня 1957 (вік 21 рік)    | 5      | Мец               |
| 3  | ЗХ   | Максим Боссі           | 26 червня 1955 (вік 22 роки)    | 11     | Нант              |
| 4  | ЗХ   | Жерар Жанвйон          | 21 серпня 1953 (вік 24 роки)    | 15     | Сент-Етьєн        |
| 5  | ЗХ   | Франсуа Браччі         | 3 листопада 1951 (вік 26 років) | 15     | Олімпік (Марсель) |
| 6  | ЗХ   | Крістіан Лопес         | 15 березня 1953 (вік 25 років)  | 12     | Сент-Етьєн        |
| 7  | ЗХ   | Патріс Рьйо            | 15 серпня 1948 (вік 29 років)   | 15     | Нант              |
| 8  | ЗХ   | Маріус Трезор (к)      | 15 січня 1950 (вік 28 років)    | 36     | Олімпік (Марсель) |
| 9  | ПЗ   | Домінік Батене         | 13 лютого 1954 (вік 24 роки)    | 12     | Сент-Етьєн        |
| 10 | ПЗ   | Жан-Марк Гію           | 20 грудня 1945 (вік 32 роки)    | 18     | Ніцца             |
| 11 | ПЗ   | Анрі Мішель            | 28 жовтня 1947 (вік 30 років)   | 52     | Нант              |
| 12 | ПЗ   | Клод Папі              | 16 квітня 1949 (вік 29 років)   | 2      | Бастія            |
| 13 | ПЗ   | Жан Петі               | 25 вересня 1949 (вік 28 років)  | 3      | Монако            |
| 14 | НП   | Марк Бердолль          | 6 квітня 1953 (вік 25 років)    | 10     | Олімпік (Марсель) |
| 15 | ПЗ   | Мішель Платіні         | 21 червня 1955 (вік 22 роки)    | 15     | Нансі             |
| 16 | НП   | Крістіан Дальже        | 19 грудня 1949 (вік 28 років)   | 5      | Монако            |
| 17 | НП   | Бернар Лякомб          | 15 серпня 1952 (вік 25 років)   | 14     | Олімпік (Ліон)    |
| 18 | ПЗ   | Домінік Рошто          | 14 січня 1955 (вік 23 роки)     | 10     | Сент-Етьєн        |
| 19 | ПЗ   | Дідьє Сікс             | 21 серпня 1954 (вік 23 роки)    | 15     | Ланс              |
| 20 | НП   | Олів'є Рує             | 1 грудня 1955 (вік 22 роки)     | 9      | Нансі             |
| 21 | ВР   | Жан-Поль Бертран-Деман | 23 травня 1952 (вік 26 років)   | 9      | Нант              |
| 22 | ВР   | Домінік Дропсі         | 9 грудня 1951 (вік 26 років)    | 0      | Страсбур          |

### Угорщина
Головний тренер: Лайош Бароті
| №  | Поз. | Гравець           | Дата народження (вік)           | Матчів | Клуб            |
| -- | ---- | ----------------- | ------------------------------- | ------ | --------------- |
| 1  | ВР   | Шандор Гуйдар     | 8 листопада 1951 (вік 26 років) | 19     | Будапешт Гонвед |
| 2  | ЗХ   | Петер Терек       | 18 квітня 1951 (вік 27 років)   | 29     | Вашаш           |
| 3  | ЗХ   | Іштван Кочиш      | 6 жовтня 1949 (вік 28 років)    | 6      | Будапешт Гонвед |
| 4  | ПЗ   | Йожеф Тот         | 2 грудня 1951 (вік 26 років)    | 25     | Уйпешт          |
| 5  | ПЗ   | Шандор Зомборі    | 31 жовтня 1951 (вік 26 років)   | 16     | Вашаш           |
| 6  | ЗХ   | Золтан Керекі (к) | 13 липня 1953 (вік 24 роки)     | 24     | Голодаш         |
| 7  | НП   | Ласло Фазекаш     | 15 жовтня 1947 (вік 30 років)   | 71     | Уйпешт          |
| 8  | НП   | Тібор Нілаші      | 18 січня 1955 (вік 23 роки)     | 26     | Ференцварош     |
| 9  | НП   | Андраш Теречик    | 1 травня 1955 (вік 23 роки)     | 11     | Уйпешт          |
| 10 | ПЗ   | Шандор Пінтер     | 18 липня 1950 (вік 27 років)    | 32     | Будапешт Гонвед |
| 11 | НП   | Бела Вараді       | 12 квітня 1953 (вік 25 років)   | 28     | Вашаш           |
| 12 | ЗХ   | Дьєзе Мартош      | 15 грудня 1949 (вік 28 років)   | 11     | Ференцварош     |
| 13 | ПЗ   | Карой Чапо        | 23 лютого 1952 (вік 26 років)   | 5      | Татабанья       |
| 14 | ЗХ   | Ласло Балінт      | 1 лютого 1948 (вік 30 років)    | 54     | Ференцварош     |
| 15 | ЗХ   | Тібор Раб         | 2 жовтня 1955 (вік 22 роки)     | 11     | Ференцварош     |
| 16 | ПЗ   | Іштван Галас      | 12 жовтня 1951 (вік 26 років)   | 3      | Татабанья       |
| 17 | НП   | Ласло Пустаї      | 1 березня 1946 (вік 32 роки)    | 22     | Ференцварош     |
| 18 | ПЗ   | Ласло Надь        | 21 жовтня 1949 (вік 28 років)   | 21     | Уйпешт          |
| 19 | НП   | Андраш Тот        | 5 вересня 1949 (вік 28 років)   | 14     | Уйпешт          |
| 20 | ПЗ   | Ференц Фюлеп      | 22 лютого 1955 (вік 23 роки)    | 0      | МТК (Будапешт)  |
| 21 | ВР   | Ференц Месарош    | 11 квітня 1950 (вік 28 років)   | 13     | Вашаш           |
| 22 | ВР   | Ласло Ковач       | 24 квітня 1951 (вік 27 років)   | 12     | Відеотон        |

### Італія
Головний тренер: Енцо Беардзот
| №  | Поз. | Гравець              | Дата народження (вік)          | Матчів | Клуб           |
| -- | ---- | -------------------- | ------------------------------ | ------ | -------------- |
| 1  | ВР   | Діно Дзофф (к)       | 28 лютого 1942 (вік 36 років)  | 63     | Ювентус        |
| 2  | ЗХ   | Мауро Беллуджі       | 7 лютого 1950 (вік 28 років)   | 22     | Болонья        |
| 3  | ЗХ   | Антоніо Кабріні      | 8 жовтня 1957 (вік 20 років)   | 0      | Ювентус        |
| 4  | ЗХ   | Антонелло Куккуредду | 4 жовтня 1949 (вік 28 років)   | 6      | Ювентус        |
| 5  | ЗХ   | Клаудіо Джентіле     | 27 вересня 1953 (вік 24 роки)  | 16     | Ювентус        |
| 6  | ЗХ   | Альдо Мальдера       | 14 жовтня 1953 (вік 24 роки)   | 5      | Мілан          |
| 7  | ЗХ   | Ліонелло Манфредонія | 27 листопада 1956 (вік 21 рік) | 3      | Лаціо          |
| 8  | ЗХ   | Гаетано Ширеа        | 25 травня 1953 (вік 25 років)  | 9      | Ювентус        |
| 9  | ПЗ   | Джанкарло Антоньйоні | 1 квітня 1954 (вік 24 роки)    | 28     | Фіорентіна     |
| 10 | ПЗ   | Ромео Бенетті        | 20 жовтня 1945 (вік 32 роки)   | 40     | Ювентус        |
| 11 | ПЗ   | Еральдо Печчі        | 12 квітня 1955 (вік 23 роки)   | 5      | Торіно         |
| 12 | ВР   | Паоло Конті          | 1 квітня 1950 (вік 28 років)   | 2      | Рома           |
| 13 | ПЗ   | Патриціо Сала        | 16 червня 1955 (вік 22 роки)   | 5      | Торіно         |
| 14 | ПЗ   | Марко Тарделлі       | 24 вересня 1954 (вік 23 роки)  | 19     | Ювентус        |
| 15 | ПЗ   | Ренато Дзаккареллі   | 18 січня 1951 (вік 27 років)   | 14     | Торіно         |
| 16 | ПЗ   | Франко Каузіо        | 1 лютого 1949 (вік 29 років)   | 33     | Ювентус        |
| 17 | ПЗ   | Клаудіо Сала         | 8 вересня 1947 (вік 30 років)  | 15     | Торіно         |
| 18 | НП   | Роберто Беттега      | 27 грудня 1950 (вік 27 років)  | 16     | Ювентус        |
| 19 | НП   | Франческо Граціані   | 16 грудня 1952 (вік 25 років)  | 22     | Торіно         |
| 20 | НП   | Паоло Пулічі         | 27 квітня 1950 (вік 28 років)  | 18     | Торіно         |
| 21 | НП   | Паоло Россі          | 23 вересня 1956 (вік 21 рік)   | 2      | Віченца        |
| 22 | ВР   | Івано Бордон         | 13 квітня 1951 (вік 27 років)  | 1      | Інтернаціонале |

## Група 2

### Мексика
Головний тренер: Хосе Антоніо Рока
| №  | Поз. | Гравець                | Дата народження (вік)           | Матчів | Клуб               |
| -- | ---- | ---------------------- | ------------------------------- | ------ | ------------------ |
| 1  | ВР   | Пілар Реєс             | 12 жовтня 1955 (вік 22 роки)    | 9      | УАНЛ Тигрес        |
| 2  | ЗХ   | Мануель Нахера         | 20 грудня 1952 (вік 25 років)   | 18     | Універсідад        |
| 3  | ЗХ   | Альфредо Тена          | 21 листопада 1956 (вік 21 рік)  | 5      | Америка            |
| 4  | ЗХ   | Едуардо Рамос          | 8 листопада 1949 (вік 28 років) | 36     | Толука             |
| 5  | ЗХ   | Артуро Васкес Аяла (к) | 26 червня 1949 (вік 28 років)   | 34     | УНАМ Пумас         |
| 6  | ПЗ   | Гільєрмо Мендісабаль   | 8 жовтня 1954 (вік 23 роки)     | 5      | Крус Асуль         |
| 7  | ПЗ   | Антоніо де ла Торре    | 21 вересня 1951 (вік 26 років)  | 41     | Америка            |
| 8  | ПЗ   | Енріке Лопес Сарса     | 25 жовтня 1957 (вік 20 років)   | 5      | УНАМ Пумас         |
| 9  | НП   | Віктор Ранхель         | 11 березня 1957 (вік 21 рік)    | 9      | Гвадалахара        |
| 10 | НП   | Крістобаль Ортега      | 25 липня 1956 (вік 21 рік)      | 9      | Америка            |
| 11 | НП   | Уго Санчес             | 11 липня 1958 (вік 19 років)    | 11     | УНАМ Пумас         |
| 12 | ЗХ   | Хесус Мартінес         | 7 червня 1952 (вік 25 років)    | 0      | Америка            |
| 13 | ЗХ   | Рігоберто Сіснерос     | 15 серпня 1953 (вік 24 роки)    | 3      | Толука             |
| 14 | ЗХ   | Карлос Гомес           | 16 серпня 1952 (вік 25 років)   | 5      | Леон               |
| 15 | ЗХ   | Ігнасіо Флорес         | 31 липня 1953 (вік 24 роки)     | 4      | Крус Асуль         |
| 16 | ПЗ   | Хав'єр Карденас        | 8 грудня 1952 (вік 25 років)    | 10     | Толука             |
| 17 | ПЗ   | Леонардо Куельяр       | 14 січня 1952 (вік 26 років)    | 29     | УНАМ Пумас         |
| 18 | ПЗ   | Херардо Луго           | 13 березня 1955 (вік 23 роки)   | 3      | Атланте            |
| 19 | НП   | Уго Рене Родрігес      | 14 березня 1959 (вік 19 років)  | 2      | Лагуна             |
| 20 | НП   | Маріо Медіна           | 2 вересня 1952 (вік 25 років)   | 5      | Толука             |
| 21 | НП   | Рауль Ісіордія         | 22 грудня 1952 (вік 25 років)   | 8      | Атлетіко Еспаньйол |
| 22 | ВР   | Педро Сото             | 22 жовтня 1952 (вік 25 років)   | 1      | Америка            |

### Польща
Головний тренер: Яцек Гмох
| №  | Поз. | Гравець              | Дата народження (вік)            | Матчів | Клуб               |
| -- | ---- | -------------------- | -------------------------------- | ------ | ------------------ |
| 1  | ВР   | Ян Томашевський      | 9 січня 1948 (вік 30 років)      | 57     | ЛКС (Лодзь)        |
| 2  | НП   | Влодзімеж Мазур      | 18 квітня 1954 (вік 24 роки)     | 7      | Заглембє           |
| 3  | ЗХ   | Генрик Мацулевич     | 24 квітня 1950 (вік 28 років)    | 14     | Вісла (Краків)     |
| 4  | ЗХ   | Антоній Шимановський | 13 січня 1951 (вік 27 років)     | 61     | Вісла (Краків)     |
| 5  | ПЗ   | Адам Навалка         | 23 жовтня 1957 (вік 20 років)    | 11     | Вісла (Краків)     |
| 6  | ЗХ   | Єжи Горгонь          | 18 липня 1949 (вік 28 років)     | 50     | Гурник (Забже)     |
| 7  | НП   | Анджей Іван          | 10 листопада 1959 (вік 18 років) | 0      | Вісла (Краків)     |
| 8  | ПЗ   | Генрик Касперчак     | 10 липня 1946 (вік 31 рік)       | 55     | Сталь (Мелець)     |
| 9  | ЗХ   | Владислав Жмуда      | 6 червня 1954 (вік 23 роки)      | 44     | Шльонськ (Вроцлав) |
| 10 | ЗХ   | Войцех Рудий         | 24 жовтня 1952 (вік 25 років)    | 14     | Заглембє           |
| 11 | ПЗ   | Богдан Машталер      | 19 вересня 1949 (вік 28 років)   | 16     | ЛКС (Лодзь)        |
| 12 | ПЗ   | Казімеж Дейна (к)    | 23 жовтня 1947 (вік 30 років)    | 91     | Легія              |
| 13 | ЗХ   | Януш Купцевич        | 9 грудня 1955 (вік 22 роки)      | 2      | Арка (Гдиня)       |
| 14 | ЗХ   | Мирослав Юстек       | 23 вересня 1948 (вік 29 років)   | 3      | Лех (Познань)      |
| 15 | ПЗ   | Марек Кусто          | 29 квітня 1954 (вік 24 роки)     | 11     | Легія              |
| 16 | НП   | Гжегож Лято          | 8 квітня 1950 (вік 28 років)     | 59     | Сталь (Мелець)     |
| 17 | НП   | Анджей Шармах        | 3 жовтня 1950 (вік 27 років)     | 49     | Сталь (Мелець)     |
| 18 | ПЗ   | Збігнев Бонек        | 3 березня 1956 (вік 22 роки)     | 21     | Відзев (Лодзь)     |
| 19 | НП   | Влодзімеж Любанський | 28 лютого 1947 (вік 31 рік)      | 69     | Локерен            |
| 20 | ЗХ   | Роман Вуйцицький     | 8 січня 1958 (вік 20 років)      | 1      | Одра (Ополе)       |
| 21 | ВР   | Зигмунт Кукля        | 21 січня 1948 (вік 30 років)     | 5      | Сталь (Мелець)     |
| 22 | ВР   | Здислав Костшева     | 26 жовтня 1955 (вік 22 роки)     | 1      | Заглембє           |

### Туніс
Головний тренер: Абдельмаджид Шеталі
| №  | Поз. | Гравець             | Дата народження (вік)            | Матчів | Клуб                 |
| -- | ---- | ------------------- | -------------------------------- | ------ | -------------------- |
| 1  | ВР   | Садок Сассі         | 15 листопада 1945 (вік 32 роки)  | 1      | Клуб Африкен         |
| 2  | ЗХ   | Мохтар Дуїб         | 23 березня 1952 (вік 26 років)   | 2      | Сфаксьєн             |
| 3  | ЗХ   | Алі Каабі           | 15 листопада 1953 (вік 24 роки)  | 2      | Олімпік Транспор     |
| 4  | ПЗ   | Халед Гасмі         | 8 квітня 1953 (вік 25 років)     | 2      | Бізертен             |
| 5  | ЗХ   | Мохсен Лабіді       | 15 січня 1954 (вік 24 роки)      | 2      | Стад Тунізьєн        |
| 6  | ПЗ   | Неджиб Гоммід       | 12 березня 1953 (вік 25 років)   | 2      | Клуб Африкен         |
| 7  | НП   | Теміме Лахзамі (к)  | 1 січня 1949 (вік 29 років)      | 2      | Аль-Іттіхад (Джидда) |
| 8  | ПЗ   | Мохамед Бен-Рехаєм  | 20 березня 1951 (вік 27 років)   | 1      | Сфаксьєн             |
| 9  | НП   | Мохамед Акід        | 5 липня 1949 (вік 28 років)      | 2      | Сфаксьєн             |
| 10 | ПЗ   | Тарак Діаб          | 15 липня 1954 (вік 23 роки)      | 4      | Есперанс             |
| 11 | НП   | Абдеррауф Бен-Азіза | 23 вересня 1953 (вік 24 роки)    | 2      | Етуаль дю Сахель     |
| 12 | ПЗ   | Хемаїс Лабіді       | 30 серпня 1950 (вік 27 років)    | 2      | Кайруан              |
| 13 | НП   | Неджиб Ліман        | 12 червня 1953 (вік 24 роки)     | 1      | Стад Тунізьєн        |
| 14 | НП   | Слах Каруї          | 11 вересня 1951 (вік 26 років)   | 0      | Етуаль дю Сахель     |
| 15 | НП   | Мохамед Бен-Муза    | 5 квітня 1954 (вік 24 роки)      | ?      | Клуб Африкен         |
| 16 | НП   | Охман Шехаїбі       | 23 грудня 1954 (вік 23 роки)     | ?      | Кайруан              |
| 17 | ЗХ   | Ріда Ель-Лузе       | 27 квітня 1953 (вік 25 років)    | ?      | Сфакс Рейлвейз       |
| 18 | ЗХ   | Камель Шеблі        | 9 березня 1954 (вік 24 роки)     | 1      | Клуб Африкен         |
| 19 | НП   | Мохтар Хасні        | 19 березня 1952 (вік 26 років)   | 1      | Лув'єрроз            |
| 20 | ЗХ   | Амор Жебалі         | 24 грудня 1956 (вік 21 рік)      | 1      | Ла-Марса             |
| 21 | ВР   | Ламін Бен-Азіза     | 10 листопада 1952 (вік 25 років) | ?      | Етуаль дю Сахель     |
| 22 | ВР   | Мохтар Наїлі        | 3 вересня 1953 (вік 24 роки)     | 1      | Клуб Африкен         |

### ФРН
Головний тренер: Гельмут Шен
| №  | Поз. | Гравець               | Дата народження (вік)            | Матчів | Клуб                          |
| -- | ---- | --------------------- | -------------------------------- | ------ | ----------------------------- |
| 1  | ВР   | Зепп Маєр             | 28 лютого 1944 (вік 34 роки)     | 83     | Баварія (Мюнхен)              |
| 2  | ЗХ   | Берті Фогтс (к)       | 30 грудня 1946 (вік 31 рік)      | 90     | Боруссія (Менхенгладбах)      |
| 3  | ЗХ   | Бернард Діц           | 22 березня 1948 (вік 30 років)   | 24     | Дуйсбург                      |
| 4  | ПЗ   | Рольф Рюссман         | 13 жовтня 1950 (вік 27 років)    | 13     | Шальке 04                     |
| 5  | ЗХ   | Манфред Кальц         | 6 січня 1953 (вік 25 років)      | 15     | Гамбург                       |
| 6  | ПЗ   | Райнер Бонгоф         | 29 березня 1952 (вік 26 років)   | 34     | Боруссія (Менхенгладбах)      |
| 7  | НП   | Рюдигер Абрамчик      | 18 лютого 1956 (вік 22 роки)     | 12     | Шальке 04                     |
| 8  | НП   | Герберт Циммерманн    | 1 липня 1954 (вік 23 роки)       | 4      | Кельн                         |
| 9  | НП   | Клаус Фішер           | 27 грудня 1949 (вік 28 років)    | 12     | Шальке 04                     |
| 10 | ПЗ   | Гайнц Флое            | 28 січня 1948 (вік 30 років)     | 35     | Кельн                         |
| 11 | НП   | Карл-Гайнц Румменігге | 25 вересня 1955 (вік 22 роки)    | 12     | Баварія (Мюнхен)              |
| 12 | ЗХ   | Ганс-Георг Шварценбек | 3 квітня 1948 (вік 30 років)     | 44     | Баварія (Мюнхен)              |
| 13 | ЗХ   | Гаральд Конопка       | 18 листопада 1952 (вік 25 років) | 0      | Кельн                         |
| 14 | НП   | Дітер Мюллер          | 1 квітня 1954 (вік 24 роки)      | 8      | Кельн                         |
| 15 | ПЗ   | Еріх Бер              | 9 грудня 1946 (вік 31 рік)       | 20     | Герта (Берлін)                |
| 16 | ПЗ   | Бернгард Кулльман     | 1 листопада 1949 (вік 28 років)  | 22     | Кельн                         |
| 17 | НП   | Бернд Гельценбайн     | 9 березня 1946 (вік 32 роки)     | 37     | Айнтрахт (Франкфурт-на-Майні) |
| 18 | ПЗ   | Герд Цеве             | 13 червня 1950 (вік 27 років)    | 0      | Фортуна (Дюссельдорф)         |
| 19 | НП   | Рональд Ворм          | 7 жовтня 1953 (вік 24 роки)      | 6      | Дуйсбург                      |
| 20 | ПЗ   | Гансі Мюллер          | 27 липня 1957 (вік 20 років)     | 2      | Штутгарт                      |
| 21 | ВР   | Рудольф Каргус        | 15 серпня 1952 (вік 25 років)    | 3      | Гамбург                       |
| 22 | ВР   | Дітер Бурденскі       | 26 листопада 1950 (вік 27 років) | 2      | Вердер                        |

## Група 3

### Австрія
Головний тренер: Гельмут Сенекович
| №  | Поз. | Гравець               | Дата народження (вік)          | Матчів | Клуб                  |
| -- | ---- | --------------------- | ------------------------------ | ------ | --------------------- |
| 1  | ВР   | Фрідріх Концилія      | 25 лютого 1948 (вік 30 років)  | 37     | Інсбрук               |
| 2  | ЗХ   | Роберт Зара (к)       | 9 червня 1946 (вік 31 рік)     | 37     | Аустрія (Відень)      |
| 3  | ЗХ   | Еріх Обермаєр         | 23 січня 1953 (вік 25 років)   | 10     | Аустрія (Відень)      |
| 4  | ЗХ   | Герхард Брайтенбергер | 14 жовтня 1954 (вік 23 роки)   | 11     | Лінц                  |
| 5  | ЗХ   | Бруно Пеццай          | 3 лютого 1955 (вік 23 роки)    | 25     | Інсбрук               |
| 6  | ПЗ   | Роланд Гаттенбергер   | 7 грудня 1948 (вік 29 років)   | 23     | Штутгарт              |
| 7  | ПЗ   | Йозеф Гікерсбергер    | 27 квітня 1948 (вік 30 років)  | 33     | Фортуна (Дюссельдорф) |
| 8  | ПЗ   | Герберт Прогазка      | 8 серпня 1955 (вік 22 роки)    | 27     | Аустрія (Відень)      |
| 9  | НП   | Ганс Кранкль          | 14 лютого 1953 (вік 25 років)  | 34     | Рапід (Відень)        |
| 10 | НП   | Вільгельм Кройц       | 29 травня 1949 (вік 29 років)  | 35     | Феєнорд               |
| 11 | ПЗ   | Курт Яра              | 14 жовтня 1950 (вік 27 років)  | 29     | Дуйсбург              |
| 12 | ПЗ   | Едуард Крігер         | 16 грудня 1946 (вік 31 рік)    | 20     | Брюгге                |
| 13 | ПЗ   | Гюнтер Гаппіх         | 28 січня 1952 (вік 26 років)   | 4      | Вінер Шпорт-Клуб      |
| 14 | ЗХ   | Гайнріх Штрассер      | 26 жовтня 1948 (вік 29 років)  | 20     | Адміра Ваккер         |
| 15 | ЗХ   | Геріберт Вебер        | 28 червня 1955 (вік 22 роки)   | 7      | Штурм (Грац)          |
| 16 | ЗХ   | Петер Персідіс        | 8 березня 1947 (вік 31 рік)    | 7      | Рапід (Відень)        |
| 17 | НП   | Франц Оберахер        | 24 березня 1954 (вік 24 роки)  | 3      | Інсбрук               |
| 18 | НП   | Вальтер Шахнер        | 1 лютого 1957 (вік 21 рік)     | 6      | Альпін                |
| 19 | НП   | Ганс Піркнер          | 25 березня 1946 (вік 32 роки)  | 18     | Аустрія (Відень)      |
| 20 | ПЗ   | Ернст Баумайстер      | 22 січня 1957 (вік 21 рік)     | 1      | Аустрія (Відень)      |
| 21 | ВР   | Ервін Фуксбіхлер      | 27 березня 1952 (вік 26 років) | 2      | Лінц                  |
| 22 | ВР   | Губерт Баумгартнер    | 25 лютого 1955 (вік 23 роки)   | 1      | Аустрія (Відень)      |

### Бразилія
Головний тренер: Клаудіо Коутіньйо
| №  | Поз. | Гравець         | Дата народження (вік)         | Матчів | Клуб               |
| -- | ---- | --------------- | ----------------------------- | ------ | ------------------ |
| 1  | ВР   | Леао            | 11 липня 1949 (вік 28 років)  | 50     | Палмейрас          |
| 2  | ЗХ   | Тоніньйо        | 7 червня 1948 (вік 29 років)  | 4      | Фламенгу           |
| 3  | ЗХ   | Оскар           | 20 червня 1954 (вік 23 роки)  | 4      | Понте-Прета        |
| 4  | ЗХ   | Амарал          | 25 грудня 1954 (вік 23 роки)  | 22     | Гуарані (Кампінас) |
| 5  | ПЗ   | Тоніньйо Серезо | 21 квітня 1955 (вік 23 роки)  | 16     | Атлетіку Мінейру   |
| 6  | ЗХ   | Едіньйо         | 5 червня 1955 (вік 22 роки)   | 12     | Флуміненсе         |
| 7  | НП   | Зе Сержіо       | 8 березня 1957 (вік 21 рік)   | 2      | Сан-Паулу          |
| 8  | ПЗ   | Зіку            | 3 березня 1953 (вік 25 років) | 21     | Фламенгу           |
| 9  | НП   | Рейналдо        | 11 січня 1957 (вік 21 рік)    | 12     | Атлетіку Мінейру   |
| 10 | НП   | Рівеліно (к)    | 1 січня 1946 (вік 32 роки)    | 88     | Флуміненсе         |
| 11 | ПЗ   | Дірсеу          | 15 червня 1952 (вік 25 років) | 14     | Васко да Гама      |
| 12 | ВР   | Карлос          | 4 березня 1956 (вік 22 роки)  | 0      | Понте-Прета        |
| 13 | ЗХ   | Неліньйо        | 26 липня 1950 (вік 27 років)  | 13     | Крузейро           |
| 14 | ЗХ   | Абел            | 1 вересня 1952 (вік 25 років) | 1      | Васко да Гама      |
| 15 | ЗХ   | Полоцці         | 1 жовтня 1955 (вік 22 роки)   | 0      | Понте-Прета        |
| 16 | ЗХ   | Родрігес Нето   | 6 грудня 1949 (вік 28 років)  | 7      | Ботафого           |
| 17 | ПЗ   | Батіста         | 8 березня 1955 (вік 23 роки)  | 4      | Інтернасьйонал     |
| 18 | НП   | Жил             | 24 грудня 1950 (вік 27 років) | 22     | Ботафого           |
| 19 | НП   | Жорже Мендонса  | 6 червня 1954 (вік 23 роки)   | 0      | Палмейрас          |
| 20 | НП   | Роберто Динаміт | 13 квітня 1954 (вік 24 роки)  | 20     | Васко да Гама      |
| 21 | ПЗ   | Шикао           | 30 січня 1949 (вік 29 років)  | 5      | Сан-Паулу          |
| 22 | ВР   | Валдір Перес    | 2 лютого 1951 (вік 27 років)  | 5      | Сан-Паулу          |

### Іспанія
Головний тренер: Ладислав Кубала
| №  | Поз. | Гравець                   | Дата народження (вік)           | Матчів | Клуб              |
| -- | ---- | ------------------------- | ------------------------------- | ------ | ----------------- |
| 1  | ВР   | Луїс Арконада             | 26 червня 1954 (вік 23 роки)    | 6      | Реал Сосьєдад     |
| 2  | ЗХ   | Антоніо де ла Крус        | 7 травня 1947 (вік 31 рік)      | 5      | Барселона         |
| 3  | ЗХ   | Франсіско Хав'єр Урія     | 1 лютого 1950 (вік 28 років)    | 5      | Спортінг (Хіхон)  |
| 4  | ПЗ   | Хуан Мануель Асенсі       | 23 вересня 1949 (вік 28 років)  | 25     | Барселона         |
| 5  | ЗХ   | Мігель Бернардо Б'янкетті | 19 грудня 1951 (вік 26 років)   | 13     | Барселона         |
| 6  | ЗХ   | Антоніо Бьйоска           | 8 грудня 1948 (вік 29 років)    | 1      | Реал Бетіс        |
| 7  | НП   | Дані                      | 28 червня 1951 (вік 26 років)   | 7      | Атлетік (Більбао) |
| 8  | НП   | Хуаніто                   | 10 листопада 1954 (вік 23 роки) | 6      | Реал Мадрид       |
| 9  | НП   | Кіні                      | 23 вересня 1949 (вік 28 років)  | 22     | Спортінг (Хіхон)  |
| 10 | НП   | Сантільяна                | 23 серпня 1952 (вік 25 років)   | 9      | Реал Мадрид       |
| 11 | ПЗ   | Хуліо Карденьйоса         | 27 жовтня 1949 (вік 28 років)   | 3      | Реал Бетіс        |
| 12 | ПЗ   | Антоніо Гусман            | 2 грудня 1953 (вік 24 роки)     | 1      | Райо Вальєкано    |
| 13 | ВР   | Мігель Анхель             | 24 грудня 1947 (вік 30 років)   | 11     | Реал Мадрид       |
| 14 | ПЗ   | Еухеніо Леаль             | 13 травня 1953 (вік 25 років)   | 7      | Атлетіко (Мадрид) |
| 15 | НП   | Мараньйон                 | 23 липня 1948 (вік 29 років)    | 4      | Еспаньйол         |
| 16 | ЗХ   | Антоніо Ольмо             | 18 січня 1954 (вік 24 роки)     | 4      | Барселона         |
| 17 | ЗХ   | Марселіно                 | 13 серпня 1955 (вік 22 роки)    | 3      | Атлетіко (Мадрид) |
| 18 | ЗХ   | Піррі (к)                 | 11 березня 1945 (вік 33 роки)   | 39     | Реал Мадрид       |
| 19 | ПЗ   | Карлес Решак              | 13 січня 1947 (вік 31 рік)      | 14     | Барселона         |
| 20 | НП   | Рубен Кано                | 5 лютого 1951 (вік 27 років)    | 6      | Атлетіко (Мадрид) |
| 21 | ЗХ   | Ісідоро Сан-Хосе          | 27 жовтня 1955 (вік 22 роки)    | 4      | Реал Мадрид       |
| 22 | ВР   | Урруті                    | 17 лютого 1952 (вік 26 років)   | 1      | Еспаньйол         |

### Швеція
Головний тренер: Йорг Еріксон
| №  | Поз. | Гравець             | Дата народження (вік)            | Матчів | Клуб                  |
| -- | ---- | ------------------- | -------------------------------- | ------ | --------------------- |
| 1  | ВР   | Ронні Гельстрем     | 21 лютого 1949 (вік 29 років)    | 66     | Кайзерслаутерн        |
| 2  | ЗХ   | Гассе Борг          | 4 серпня 1953 (вік 24 роки)      | 14     | Айнтрахт (Брауншвейг) |
| 3  | ЗХ   | Рой Андерссон       | 2 серпня 1949 (вік 28 років)     | 16     | Мальме                |
| 4  | ПЗ   | Бйорн Нордквіст (к) | 6 жовтня 1942 (вік 35 років)     | 108    | Гетеборг              |
| 5  | ЗХ   | Інгемар Ерландссон  | 16 листопада 1957 (вік 20 років) | 3      | Мальме                |
| 6  | ПЗ   | Стаффан Таппер      | 10 липня 1948 (вік 29 років)     | 34     | Мальме                |
| 7  | ПЗ   | Андерс Ліндерот     | 21 березня 1950 (вік 28 років)   | 27     | Олімпік (Марсель)     |
| 8  | НП   | Бу Ларссон          | 5 травня 1944 (вік 34 роки)      | 67     | Мальме                |
| 9  | ПЗ   | Леннарт Ларссон     | 9 липня 1953 (вік 24 роки)       | 14     | Шальке 04             |
| 10 | НП   | Томас Шеберг        | 6 липня 1952 (вік 25 років)      | 29     | Мальме                |
| 11 | НП   | Бенні Вендт         | 4 листопада 1950 (вік 27 років)  | 14     | Кайзерслаутерн        |
| 12 | ВР   | Йоран Гагберг       | 8 листопада 1947 (вік 30 років)  | 13     | Естерс                |
| 13 | ЗХ   | Магнус Андерссон    | 23 квітня 1958 (вік 20 років)    | 4      | Мальме                |
| 14 | ПЗ   | Рональд Огман       | 31 січня 1957 (вік 21 рік)       | 1      | Еребру                |
| 15 | НП   | Турбйорн Нільссон   | 9 липня 1954 (вік 23 роки)       | 8      | Гетеборг              |
| 16 | НП   | Конні Торстенссон   | 28 серпня 1949 (вік 28 років)    | 37     | Цюрих                 |
| 17 | ВР   | Ян Меллер           | 17 вересня 1953 (вік 24 роки)    | 0      | Мальме                |
| 18 | ПЗ   | Улле Нордін         | 23 листопада 1949 (вік 28 років) | 11     | Гетеборг              |
| 19 | ЗХ   | Кент Карлссон       | 25 листопада 1945 (вік 32 роки)  | 38     | ІФК Ескільстуна       |
| 20 | ЗХ   | Роланд Андерссон    | 28 березня 1950 (вік 28 років)   | 18     | Мальме                |
| 21 | НП   | Санні Ослунд        | 29 серпня 1952 (вік 25 років)    | 3      | АІК                   |
| 22 | НП   | Ральф Едстрем       | 7 жовтня 1952 (вік 25 років)     | 31     | Гетеборг              |

## Група 4

### Іран
Головний тренер: Хешмат Мохаджерані
| №  | Поз. | Гравець             | Дата народження (вік)          | Матчів | Клуб         |
| -- | ---- | ------------------- | ------------------------------ | ------ | ------------ |
| 1  | ВР   | Насер Хеджазі       | 14 грудня 1949 (вік 28 років)  | 4      | Шахбаз       |
| 2  | ПЗ   | Ірадж Данаїфард     | 19 березня 1951 (вік 27 років) | 0      | Тадж         |
| 3  | НП   | Бехташ Фаріба       | 11 лютого 1955 (вік 23 роки)   | 1      | ПАС          |
| 4  | НП   | Маджид Бішкар       | 6 серпня 1956 (вік 21 рік)     | ?      | Шахбаз       |
| 5  | ЗХ   | Джавад Аллаверді    | 16 липня 1954 (вік 23 роки)    | 1      | Персеполіс   |
| 6  | ПЗ   | Хассан Наєбага      | 17 вересня 1950 (вік 27 років) | 0      | Гард         |
| 7  | ПЗ   | Алі Парвін (к)      | 12 жовтня 1946 (вік 31 рік)    | 7      | Персеполіс   |
| 8  | ПЗ   | Ебрахім Гасемпур    | 24 серпня 1956 (вік 21 рік)    | 1      | Шахбаз       |
| 9  | ПЗ   | Мохаммад Садегі     | 17 березня 1951 (вік 27 років) | 3      | ПАС          |
| 10 | НП   | Хассан Ровшан       | 2 червня 1955 (вік 22 роки)    | 4      | Тадж         |
| 11 | ЗХ   | Аліреза Гашгаян     | 27 лютого 1954 (вік 24 роки)   | ?      | Барг (Шираз) |
| 12 | ВР   | Бахрам Маваддат     | 30 січня 1950 (вік 28 років)   | ?      | Сепахан      |
| 13 | НП   | Хамід Мажд Теймурі  | 3 червня 1953 (вік 24 роки)    | ?      | Шахбаз       |
| 14 | ЗХ   | Хассан Назарі       | 19 серпня 1955 (вік 22 роки)   | 4      | Тадж         |
| 15 | ЗХ   | Андранік Ескандарян | 31 грудня 1951 (вік 26 років)  | 4      | Тадж         |
| 16 | НП   | Нассер Нураї        | 9 липня 1956 (вік 21 рік)      | ?      | Гард         |
| 17 | НП   | Гафур Джахані       | 18 червня 1950 (вік 27 років)  | 1      | Малаван      |
| 18 | НП   | Хоссейн Фаракі      | 19 квітня 1956 (вік 22 роки)   | 1      | ПАС          |
| 19 | ПЗ   | Алі Шоджаї          | 23 березня 1953 (вік 25 років) | ?      | Сепахан      |
| 20 | ЗХ   | Насролла Абдоллахі  | 2 вересня 1951 (вік 26 років)  | 3      | Шахбаз       |
| 21 | ЗХ   | Хоссейн Казерані    | 13 квітня 1947 (вік 31 рік)    | 1      | ПАС          |
| 22 | ВР   | Расул Корбеканді    | 27 січня 1953 (вік 25 років)   | ?      | Зоб Ахан     |

### Нідерланди
Головний тренер:  Ернст Гаппель
| №  | Поз. | Гравець              | Дата народження (вік)            | Матчів | Клуб               |
| -- | ---- | -------------------- | -------------------------------- | ------ | ------------------ |
| 1  | ВР   | Піт Схрейверс        | 15 грудня 1946 (вік 31 рік)      | 16     | Аякс (Амстердам)   |
| 2  | ЗХ   | Ян Портвліт          | 21 вересня 1955 (вік 22 роки)    | 1      | ПСВ                |
| 3  | ПЗ   | Дік Схунакер         | 30 листопада 1952 (вік 25 років) | 0      | Аякс (Амстердам)   |
| 4  | ЗХ   | Адрі ван Край        | 1 серпня 1953 (вік 24 роки)      | 13     | ПСВ                |
| 5  | ЗХ   | Руд Крол (к)         | 24 березня 1949 (вік 29 років)   | 52     | Аякс (Амстердам)   |
| 6  | ПЗ   | Вім Янсен            | 28 жовтня 1946 (вік 31 рік)      | 50     | Феєнорд            |
| 7  | ЗХ   | Пітер Вілдсхут       | 25 жовтня 1957 (вік 20 років)    | 1      | Твенте             |
| 8  | ВР   | Ян Йонгблуд          | 25 листопада 1940 (вік 37 років) | 19     | Рода (Керкраде)    |
| 9  | ПЗ   | Арі Ган              | 16 листопада 1948 (вік 29 років) | 24     | Андерлехт          |
| 10 | ПЗ   | Рене ван де Керкгоф  | 16 вересня 1951 (вік 26 років)   | 20     | ПСВ                |
| 11 | ПЗ   | Віллі ван де Керкгоф | 16 вересня 1951 (вік 26 років)   | 18     | ПСВ                |
| 12 | НП   | Роб Ренсенбрінк      | 3 липня 1947 (вік 30 років)      | 34     | Андерлехт          |
| 13 | ПЗ   | Йоган Нескенс        | 15 вересня 1951 (вік 26 років)   | 38     | Барселона          |
| 14 | ПЗ   | Йоган Боскамп        | 21 жовтня 1948 (вік 29 років)    | 1      | Моленбек           |
| 15 | ЗХ   | Гуґо Говенкамп       | 5 жовтня 1950 (вік 27 років)     | 7      | АЗ                 |
| 16 | НП   | Джонні Реп           | 25 листопада 1951 (вік 26 років) | 23     | Бастія             |
| 17 | ЗХ   | Вім Рейсберген       | 18 січня 1952 (вік 26 років)     | 25     | Феєнорд            |
| 18 | НП   | Дік Наннінга         | 17 січня 1949 (вік 29 років)     | 1      | Рода (Керкраде)    |
| 19 | ВР   | Пім Дусбург          | 28 жовтня 1943 (вік 34 роки)     | 2      | Спарта (Роттердам) |
| 20 | ЗХ   | Вім Сюрбір           | 16 січня 1945 (вік 33 роки)      | 56     | Шальке 04          |
| 21 | НП   | Гаррі Любсе          | 23 вересня 1951 (вік 26 років)   | 1      | ПСВ                |
| 22 | ЗХ   | Ерні Брандтс         | 3 лютого 1956 (вік 22 роки)      | 1      | ПСВ                |

### Перу
Головний тренер: Маркос Кальдерон
| №  | Поз. | Гравець             | Дата народження (вік)          | Матчів | Клуб                      |
| -- | ---- | ------------------- | ------------------------------ | ------ | ------------------------- |
| 1  | ВР   | Отторіно Сартор     | 18 вересня 1945 (вік 32 роки)  | 12     | Колехіо Насьйональ Ікітос |
| 2  | ЗХ   | Хайме Дуарте        | 27 лютого 1955 (вік 23 роки)   | 0      | Альянса Ліма              |
| 3  | ЗХ   | Родульфо Мансо      | 5 червня 1949 (вік 28 років)   | 16     | Депортіво Мунісіпаль      |
| 4  | ЗХ   | Ектор Чумпітас (к)  | 12 квітня 1944 (вік 34 роки)   | 85     | Спортінг Крістал          |
| 5  | ЗХ   | Рубен Торібіо Діас  | 17 квітня 1952 (вік 26 років)  | 36     | Спортінг Крістал          |
| 6  | ПЗ   | Хосе Веласкес       | 4 червня 1952 (вік 25 років)   | 31     | Альянса Ліма              |
| 7  | НП   | Хуан Хосе Муньянте  | 12 червня 1948 (вік 29 років)  | 42     | УНАМ Пумас                |
| 8  | ПЗ   | Сесар Куето         | 16 червня 1952 (вік 25 років)  | 1      | Альянса Ліма              |
| 9  | ПЗ   | Персі Рохас         | 16 вересня 1949 (вік 28 років) | 11     | Спортінг Крістал          |
| 10 | ПЗ   | Теофіло Кубільяс    | 8 березня 1949 (вік 29 років)  | 70     | Альянса Ліма              |
| 11 | НП   | Хуан Карлос Облітас | 16 лютого 1951 (вік 27 років)  | 32     | Спортінг Крістал          |
| 12 | НП   | Роберто Москера     | 21 червня 1956 (вік 21 рік)    | 1      | Спортінг Крістал          |
| 13 | ВР   | Хуан Касерес        | 27 грудня 1949 (вік 28 років)  | 1      | Альянса Ліма              |
| 14 | ЗХ   | Хосе Наварро        | 24 вересня 1948 (вік 29 років) | 5      | Спортінг Крістал          |
| 15 | ПЗ   | Херман Легія        | 2 січня 1954 (вік 24 роки)     | 0      | Депортіво Мунісіпаль      |
| 16 | ПЗ   | Рауль Горріті       | 10 жовтня 1956 (вік 21 рік)    | 1      | Спортінг Крістал          |
| 17 | ПЗ   | Альфредо Кесада     | 22 вересня 1949 (вік 28 років) | 48     | Спортінг Крістал          |
| 18 | ПЗ   | Ернесто Лабарте     | 2 червня 1956 (вік 21 рік)     | 0      | Спорт Бойз                |
| 19 | НП   | Гільєрмо Ла Роса    | 6 червня 1952 (вік 25 років)   | 1      | Альянса Ліма              |
| 20 | НП   | Уго Сотіль          | 18 травня 1946 (вік 32 роки)   | 7      | Альянса Ліма              |
| 21 | ВР   | Рамон Кірога        | 23 липня 1950 (вік 27 років)   | 2      | Спортінг Крістал          |
| 22 | ЗХ   | Роберто Рохас       | 26 жовтня 1955 (вік 22 роки)   | 0      | Альянса Ліма              |

### Шотландія
Головний тренер: Аллі Мак-Лауд
| №  | Поз. | Гравець        | Дата народження (вік)            | Матчів | Клуб                 |
| -- | ---- | -------------- | -------------------------------- | ------ | -------------------- |
| 1  | ВР   | Алан Раф       | 25 листопада 1951 (вік 26 років) | 18     | Партік Тісл          |
| 2  | ЗХ   | Сенді Джардін  | 31 грудня 1948 (вік 29 років)    | 33     | Рейнджерс            |
| 3  | ЗХ   | Віллі Донахі   | 5 жовтня 1951 (вік 26 років)     | 30     | Манчестер Сіті       |
| 4  | ЗХ   | Мартін Бакен   | 6 березня 1949 (вік 29 років)    | 28     | Манчестер Юнайтед    |
| 5  | ЗХ   | Гордон Макквін | 26 червня 1952 (вік 25 років)    | 20     | Манчестер Юнайтед    |
| 6  | ПЗ   | Брюс Ріох (к)  | 6 вересня 1947 (вік 30 років)    | 22     | Дербі Каунті         |
| 7  | ПЗ   | Дон Мессон     | 26 серпня 1946 (вік 31 рік)      | 16     | Дербі Каунті         |
| 8  | НП   | Кенні Далгліш  | 4 березня 1951 (вік 27 років)    | 54     | Ліверпуль            |
| 9  | НП   | Джо Джордан    | 15 грудня 1951 (вік 26 років)    | 30     | Манчестер Юнайтед    |
| 10 | ПЗ   | Аза Гартфорд   | 24 жовтня 1950 (вік 27 років)    | 24     | Манчестер Сіті       |
| 11 | ПЗ   | Віллі Джонстон | 19 грудня 1946 (вік 31 рік)      | 21     | Вест-Бромвіч Альбіон |
| 12 | ВР   | Джим Блайт     | 2 лютого 1955 (вік 23 роки)      | 2      | Ковентрі Сіті        |
| 13 | ЗХ   | Стюарт Кеннеді | 31 травня 1953 (вік 25 років)    | 3      | Абердин              |
| 14 | ЗХ   | Том Форсайт    | 23 січня 1949 (вік 29 років)     | 19     | Рейнджерс            |
| 15 | ПЗ   | Арчі Геммілл   | 24 березня 1947 (вік 31 рік)     | 26     | Ноттінгем Форест     |
| 16 | НП   | Лу Макарі      | 7 червня 1949 (вік 28 років)     | 22     | Манчестер Юнайтед    |
| 17 | НП   | Дерек Джонстон | 4 листопада 1953 (вік 24 роки)   | 13     | Рейнджерс            |
| 18 | ПЗ   | Грем Сунес     | 6 травня 1953 (вік 25 років)     | 6      | Ліверпуль            |
| 19 | НП   | Джон Робертсон | 20 січня 1953 (вік 25 років)     | 2      | Ноттінгем Форест     |
| 20 | ВР   | Боббі Кларк    | 26 вересня 1945 (вік 32 роки)    | 17     | Абердин              |
| 21 | НП   | Джо Гарпер     | 11 січня 1948 (вік 30 років)     | 3      | Абердин              |
| 22 | ЗХ   | Кенні Бернс    | 23 вересня 1953 (вік 24 роки)    | 11     | Ноттінгем Форест     |